# Santa Carla
Santa Carla es un caserío de la comuna de Los Lagos, ubicada al noreste de su capital comunal.
Aquí se encuentra la escuela rural comunidad Santa Carla.

## Hidrología
Santa Carla se encuentra cerca del Estero Cusileufu y el Río Iñaque.

## Accesibilidad y transporte
Santa Carla se encuentra a 33,1 km de la ciudad de Los Lagos a través de la Ruta T-55.